# Rio Bobu (Olteţ)
O Rio Bobu é um rio da Romênia afluente do Rio Olteţ, localizado no distrito de Olt.